# Погребенник Ярослава Михайлівна
Яросла́ва Миха́йлівна Погребе́нник (до шлюбу Базник; 3 січня 1931, Вронув — 17 вересня 2010, Київ) — українська літературознавиця, філологиня-германістка, освітянка. Кандидатка філологічних наук (1968), доцентка. Дослідниця українсько-німецьких літературних зв'язків, творчості Ольги Кобилянської та низки українських літераторів, перекладачка німецьких літературознавчих робіт українською мовою.
Протягом півстоліття — викладачка Київського державного педагогічного інституту іноземних мов (пізніше — Київського національного лінгвістичного університету; 1960—2010). Авторка близько 100 наукових робіт, кількох десятків статей для низки енциклопедій, зокрема «Шевченківського словника» та «Української радянської енциклопедії». Учениця літературознавців Олександра Пулинця та Ольги Гулі.

## Життєпис
Народилась 3 січня 1931 року у селі Вронув Познанського воєводства Польської Республіки. Там з 1925 року вчителював батько, оскільки після закриття українських шкіл в Галичині українські вчителі працювали в польських школах.
Дитинство та юність провела в місті Косів на Івано-Франківщині, де закінчила середню школу. У 1953 році закінчила відділення німецької мови філологічного факультету Чернівецького державного університету. Учениця, зокрема, літературознавців Олександра Пулинця та Ольги Гулі. Відтоді ж — викладачка кафедри німецької мови.
У 1960 році разом з родиною переїхала до Києва після того, як чоловік обійняв посаду наукового співробітника Інституту літератури імені Тараса Шевченка АН УРСР. У столиці розпочала педагогічну та наукову роботу на кафедрі німецької мови Київського державного педагогічного інституту іноземних мов (пізніше — Київського національного лінгвістичного університету; КДПІІМ, КНЛУ).
Незабаром видавництво художньої літератури замовило у Ярослави Погребенник переклади з німецької на українську літературознавчих робіт, присвячених Тарасу Шевченку, для тритомника «Світова велич Шевченка», опублікованого у 1964 році. Ця робота допомогла науковиці у написанні дисертації на здобуття наукового ступеня кандидата філологічних наук, що була самостійно захищена у 1968 році — без закінчення аспірантури та наукового керівника. Кандидатська дисертація під назвою «Тарас Шевченко в німецьких перекладах та літературознавстві» стала першою в Україні в галузі зарубіжного шевченкознавства.
Упродовж 1970—1980-х років досліджувала українсько-німецькі літературні зв'язки низки українських літераторів, зокрема Тараса Шевченка, Івана Франка, Лесі Українки, Василя Стефаника, але в першу чергу — Ольги Кобилянської. Результати масштабної роботи у цій галузі мали увійти в дисертацію на здобуття наукового ступеня доктора філологічних наук під назвою «Українсько-німецькі літературні взаємини кінця ХІХ — першої половини ХХ ст.».

Могила Ярослави Погребенник та її чоловіка, Байкове кладовище

З 1979 по 1981 роки Ярослава Погребенник перебувала в докторантурі, дисертація була схвалена кафедрою німецької філології КДПІІМ та дістала високі відгуки науковців Михайла Гуця, Івана Мегели, Володимира Гладкого, Петера Кірхнера, Міхаеля Вегнера тощо. Однак Вища атестаційна комісія вимагала паралельну публікацію монографії, а у видавництва «Наукова думка» були розписані плани публікацій на найближчі 5—6 років. Докторську дисертацію захистити так і не вдалося.
Співпрацювала з «Українським радіо», виступала німецькою мовою в радіопередачах. До останнього викладала в КНЛУ. Померла на 80-му році життя 17 вересня 2010 року. Похована разом з чоловіком на Байковому кладовищі (ділянка № 49а, 50°25′0.98″ пн. ш. 30°30′5.66″ сх. д. / 50.4169389° пн. ш. 30.5015722° сх. д.).

### Родина
- Батько — науковець, педагог Михайло Базник (1889—1976).
- Чоловік (з 1953 року) — літературознавець, доктор філологічних наук Федір Погребенник (1929—2001).
  - Син — літературознавець, філолог, доктор філологічних наук Володимир Погребенник (нар. 1954)[2].

За рік до смерті Федір Погребенник писав у своїх мемуарах «Штрихи до автобіографії»: «Найбільше завдячую науково-творчому зростанню моїй дружині Ярославі…».

## Наукова діяльність
З середини 1950-х років створила із Федором Погребенником не тільки подружній, але й творчій тандем. На прохання чоловіка перекладала листи, документи, художні твори, пов'язані з Юрієм-Осипом Федьковичем, Сидором та Григорієм Воробкевичами, Євгенією Ярошинською. У 1963 році переклала уривки зі статей німецького славіста Георга Адама для двох книг, присвячених Ользі Кобилянській: збірника «Ольга Кобилянська в критиці та спогадах» та останнього тома з п'ятитомника творів письменниці. Для тома праць переклала також німецькомовні листи Кобилянської.
У 1973 році опублікувала монографію «Шевченко німецькою мовою», у текст якої втручались цензори, які контролювали дотримання марксистсько-ленінської ідеології. Зокрема, у частині про письменника та перекладача Артура Маріана Боша цензурі не сподобалась його світлина, що начебто нагадувала Гітлера. Монографія отримала високі відгуки від науковців Дмитра Наливайка, Володимира Полєка, Роксоляни Зорівчак, Антіна Середницького тощо.
В останні роки життя намагалась опублікувати хоча б окремі розділи з монографії за своєю незахищеною докторською дисертацією. Це частково вдалось зробити у 2005 році, з виданням монографії «Німецькомовний контекст творчості Ольги Кобилянської», на яку філолог Ярослава Мельничук відізвалась словами «такої праці, окрім Ярослави Погребенник, не міг би зробити ніхто». Вперше в українському літературознавстві науковиця ґрунтовно дослідила творчість Кобилянської у німецькомовному контексті.
Вільно володіла німецькою та польською мовами. Авторка близько 100 наукових робіт, декількох десятків статей для низки енциклопедій, зокрема «Шевченківського словника», «Української радянської енциклопедії» та «Енциклопедії сучасної України».

## Науковий доробок (частковий)
- «Іван Франко і німецька шевченкіана» / Погребенник Я. М.; Архіви України. 1966. № 4. С. 57–63.
- «Тарас Шевченко в немецких переводах и литературоведении»: диссертация кандидата филологических наук : 10.00.00. — Киев, 1967. — 384 с.
- «Шевченко німецькою мовою» / Ярослава Погребенник. — Київ: Наукова думка, 1973. — 297 с.
- «Німецькомовні твори О. Кобилянської — важлива форма міжлітературної взаємодії» / Ярослава Погребенник // Радянське літературознавство. — 1983. — № 11. — С. 62—67.
- «Разговорная практика немецкого языка»: [Учеб. пособие для ин-тов и фак. иностр. яз. УССР / Я. М. Погребенник, А. М. Ионенко. — Киев: Вища шк., 1986. — 189,[1] с.; 20 см.
- «Українсько-німецько-австрійські літературні зв'язки XIX — початку XX ст.» / Я. Погребенник // Українська література в загальнослов'янському і світовому літературному контексті: в 5 т. — Т. 3. — К. : Наукова думка, 1988. — С. 220—276.
- «Іван Франко в українсько-німецьких літературних взаєминах»: дослідження / Я. Погребенник. — К. : [б.в.], 1998. — 94 с.
- «Німецькомовний контекст творчості О. Кобилянської» / Ярослава Погребенник. — Чернівці, 2005. — 70 с.